# Liste der Monuments historiques in Bangor (Morbihan)
Die Liste der Monuments historiques in Bangor (Morbihan) führt die Monuments historiques in der französischen Gemeinde Bangor auf.

## Liste der Bauwerke
| Bezeichnung                       | Beschreibung                                   | Standort | Kennzeichnung | Schutzstatus   | Datum     | Bild |
| --------------------------------- | ---------------------------------------------- | -------- | ------------- | -------------- | --------- | ---- |
| Phare de Goulphar                 | Erbaut 1826, 1882                              | (Lage)   | PA00135278    | Inscrit Classé | 1995 2011 |      |
| Ehemalige Radarstation Port-Coton | Erbaut im zweiten Viertel des 20. Jahrhunderts | (Lage)   | PA56000026    | Inscrit        | 2000      |      |

## Liste der Objekte
- Monuments historiques (Objekte) in Bangor (Morbihan) in der Base Palissy des französischen Kultusministeriums